# Грязевая битва
Грязевая битва (перс. جنگ لای‎, джанг-и лай) — крупное сражение, состоявшееся 22 июня 1365 года между армией Моголистанского хана Ильяс-Ходжи и союзными войсками эмиров Мавераннахра Тамерлана и Хусейна на берегу реки Чирчик (совр. Узбекистан).

## Предыстория
После распада Чагатайского улуса на две части — Моголистан и Мавераннахр, между правителями этих областей началась война. Одним из эпизодов данного противостояния и стала Грязевая битва. 

## Ход битвы
Узнав о готовящемся нашествии моголов под началом Ильяс-Ходжи, правитель Мавераннахра Хусейн и его союзник Тимур решили выступить навстречу. Тамерлан разбил свой лагерь на берегу Чирчика, на полпути между Ташкентом и Чиназом. Его отряды (не меньше 17 отрядов-кошунов) образовали левый фланг. Его соратник Хусейн стоял на правом. Ильяс-Ходжа остановился у Канибадама. Во время битвы ливневый дождь превратил поле сражения в глиняное месиво, во время боя даже лошади увязали в грязи. 
В начале битвы Амир Тимур атаковал своим левым флангом правое крыло могольского войска, и разбил его, в результате чего, могольский хан Ильяс Ходжа обратился в бегство, но положение спас левый фланг могольского войска, которым командовали Хаджи-бек и Ширавул. Он обрушился на правый фланг чагатаев, центром которого командовал эмир Хусейн, и обратил его в бегство.

## Последствия
Историки объясняют поражение нерешительностью Хусейна, который отказался поддержать наступление Тамерлана. В битве погибло около 10 тыс. воинов. Остатки армии Тамерлана (15 кошунов) отступили в Шахрисабз, а монголы подошли к Самарканду, однако из-за возникшей эпидемии были вынуждены вернуться обратно. Ситуацией воспользовались сербедары, которые захватили власть в Самарканде и позже сами отбили атаку Ильяс-ходжи на Самарканд.
Оставивший Мавераннахр и вернувшийся в Илийский край Ильяс-Ходжа вскоре пал жертвой мятежа своего подданного, дуглатского эмира Камар ад-Дина. Тамерлан и Хусейн вновь установили свою власть над регионом. Однако их союз продлился недолго и борьба между ними привела к гибели Хусейна в 1369 году.